# Musée de l'huître
Le Musée de l'huître est un tout petit musée situé dans le site historique de Fort Louvois, ancienne fortification militaire située sur le rocher du Chapus, face au Pont de l’île d’Oléron et à la citadelle du Château-d'Oléron, dans la commune de Bourcefranc-le-Chapus, dans le département de la Charente-Maritime, en France.

## Histoire
Ce petit musée a été aménagé en 1972 par la Section Régionale Conchylicole dans le Fort Louvois, également appelé Fort du Chapus, par la municipalité de Bourcefranc-le-Chapus et avec l'aide de la DRAC. En effet, le musée comme l'ensemble de la forteresse historique appartiennent à la commune. En janvier 2013, les collections ont rejoint la Cité de l'huître à Marennes pour laisser place à un nouvel espace muséographique consacré à l'histoire du Fort Louvois.

## Collections
Le musée ostréicole et l'ensemble de ses collections avaient été installés au deuxième et au troisième étages de la forteresse, niveaux du bâtiment voûtés en coupole, ce qui donnait un certain caractère à la visite. Ils correspondaient autrefois aux appartements des officiers et du commandant.
Si le premier étage renferme une grande maquette  en relief sur l'estuaire de la Seudre et  l'île d'Oléron qui correspond au bassin de Marennes-Oléron, le deuxième était entièrement consacré au métier de l'ostréiculture, c'était l'étage du commandant.
Dans ce tout petit musée, le thème de l'ostréiculture y était illustré par de nombreux objets, collections, documents et photos, et se voulait pédagogique sans être trop technique. Les vitrines sont maintenant présentées dans le hall d'accueil de la Cité de l’huître à Marennes.
En 2013, une exposition permanente est aménagée dans le donjon du fort. Elle présente l'histoire du fort du Chapus de façon chrono-thématique, depuis sa construction au XVIIIe siècle à sa restauration et son animation au XXe siècle.